# NEOMA経営大学院
NEOMA経営大学院（NEOMAビジネススクール、NEOMA Business School）は、フランスの高等商業学校（商科グランゼコール）。

## 概要
1871年設立のルーアン高等商業学校（École supérieure de commerce de Rouen）と1928年設立のランス高等商業学校（École supérieure de commerce de Reims）の合併により2013年に設立。ランス、ルーアン、パリに3つのキャンパスを置く。
bac+3からbac+5までの学士・修士課程、博士課程を置き、MBAやEMBAなど専門職学位の継続教育も実施している。2021年時点で計75240名近くの同窓生（在学中の学生を含む）が居る。
EQUIS、AACSB、AMBAの国際認証を受ける（いわゆるトリプル・アクレディテーション）。2020年のFinancial Times経営大学院ランキングで世界28位、フランス国内5位。フランス全国紙の経営大学院ランキング（『フィガロ』、『ル・ポワン』など）ではおおむね上位10位以内である。

## ギャラリー

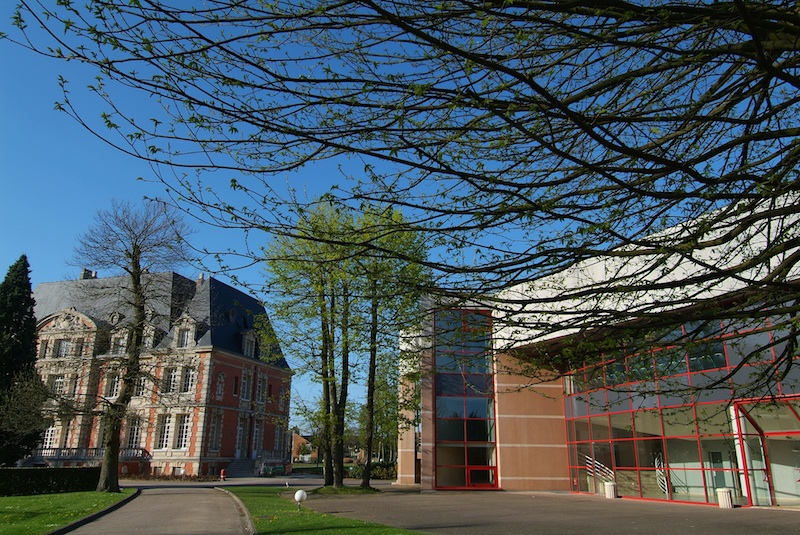
ルーアンキャンパス
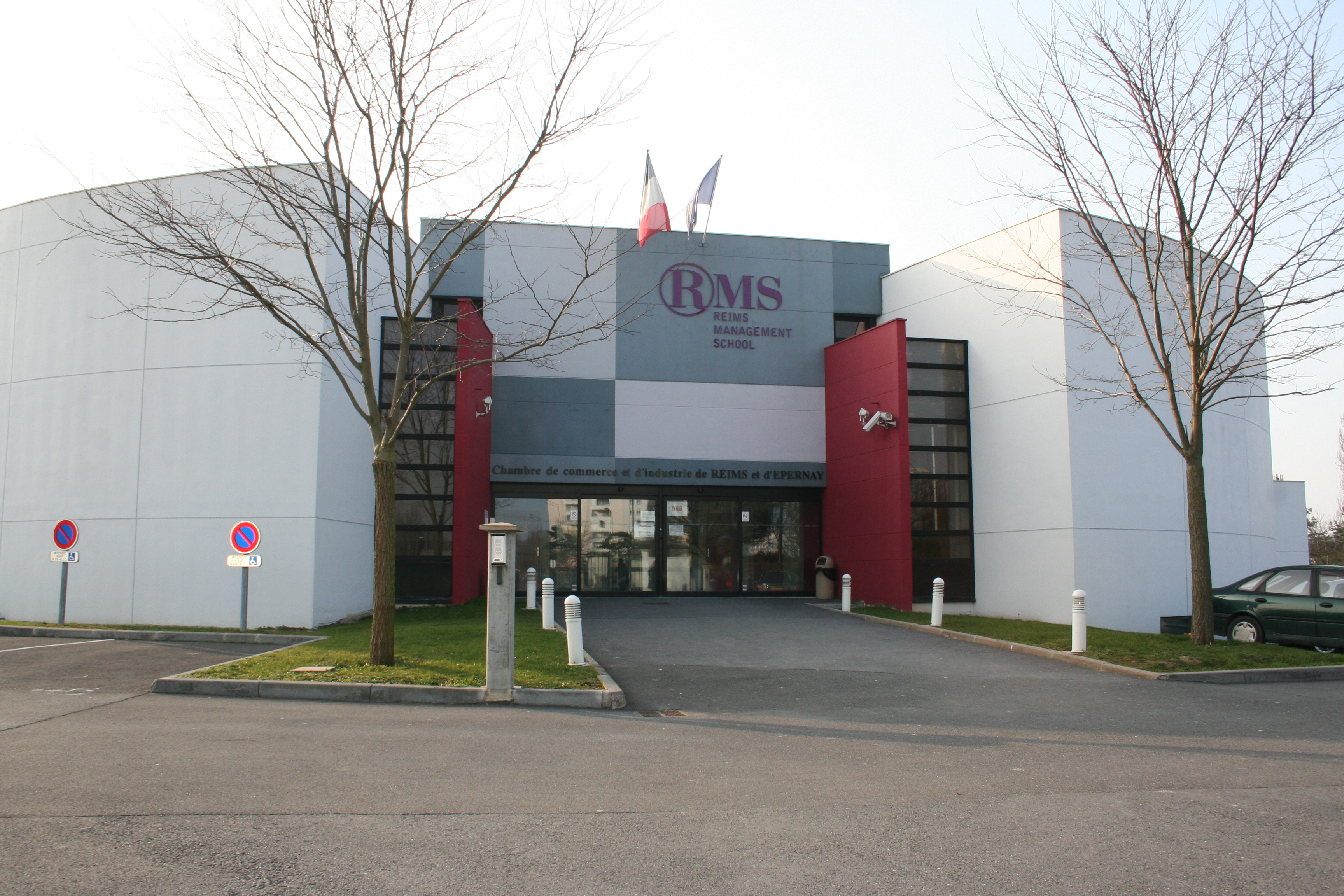
ランスキャンパスの本校舎
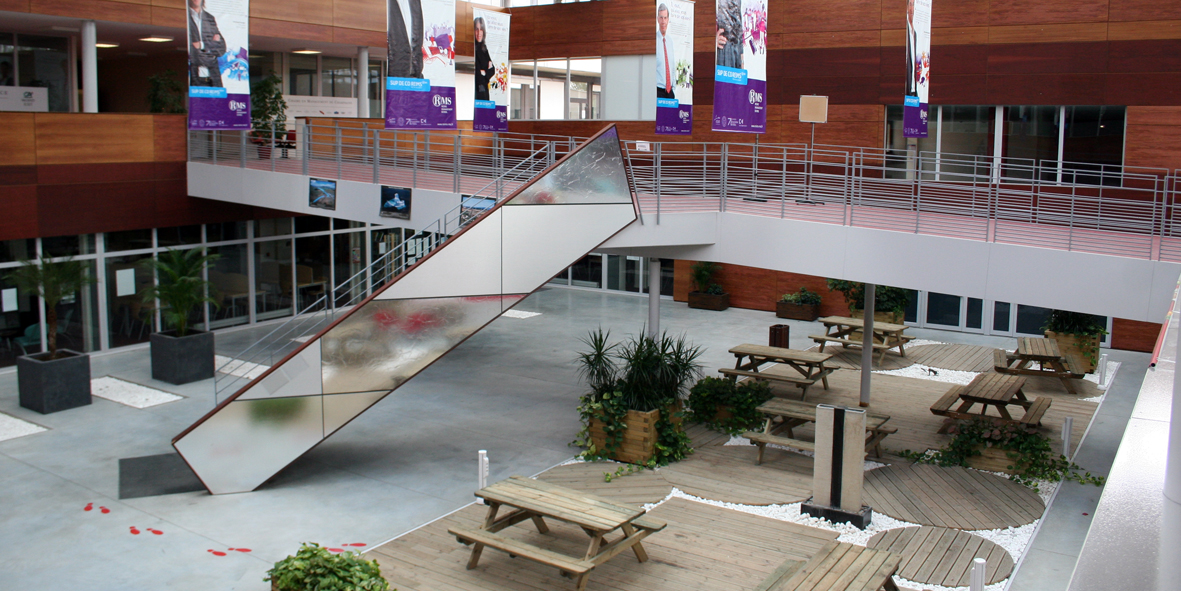
ランスキャンパスの屋内